# モーレツ!!しごき教室
『モーレツ!!しごき教室』（モーレツ しごききょうしつ）は、1973年（昭和48年）10月3日から1984年（昭和59年）9月の11年間にわたって放送された、毎日放送（MBSテレビ）のテレビ番組。吉本興業との共同制作で、旧うめだ花月劇場からの中継録画。テレビネットワークの腸捻転時代から放送されており、一部の地方放送局へもネットされた。
番組開始当初は水曜23時台にて放送し、その後は土曜11時台、14時台、日曜深夜0時台と放送時間が何度も変動した。腸捻転が解消された1975年4月からは土曜13時台で放送されるようになり、最終回まで当該時間帯で固定されるようになった。

## 番組概要
司会に横山やすしと西川きよしを迎え、吉本興業に所属する若手芸人（漫才・落語・新喜劇など。番組内では生徒と称した）が出演し、スポーツや芸能の第一線で活躍する著名人の妙技に体当たりで挑戦する番組。番組は主にうめだ花月で公開収録されていた。
やすしは常時片手にハリセン（当番組の講師としても多数出演したチャンバラトリオの必須アイテム）を持っており、間寛平ら生徒がボケたりすると容赦なくハリセンチョップをかますシーンも番組名物となった。
中期のころから番組冒頭で生徒の紹介をする時に客席からひいきの芸人に対してプレゼントを渡すのが恒例となっていた。
講義としては殺陣、トランポリン、日舞、少林寺拳法など多彩で、生徒たちは1回の放送につき2本の講義に挑戦する。講義終了後講師の独断により“最優秀生徒”が1名選出され、番組エンディングでメダル授与・胴上げが行われた。また、ステージ上には生徒の獲得メダル数を記載したボードが掲げられており、いずれかの生徒の獲得メダルが10枚に達すると舞台天井にくす玉（ヒモ付き）が用意され、達成者出現と同時にやすし・きよしの手によって割られ、大量の紙吹雪と紙テープが降った。ちなみに達成者には毎日放送から豪華賞品（内容は不明）の目録が手渡されていた。その点に関しては、『笑点』（日本テレビ系）の大喜利の座布団10枚達成の部分と共通する点がある。なお、メダル10枚獲得達成者が出た翌週からは、全生徒のメダル獲得数は“0”にリセットされた。
2002年以降、なんばグランド花月のイベントとして復活した。司会は2002年にはケツカッチンが、その後は中川家が務めた。また、2012年1月4日放送の『春一番!笑売繁盛』（生放送）の中でも復活した。司会は西川きよしとハイヒールリンゴが、生徒役はたむらけんじ、千鳥ほかが務めた。
2024年3月30日、『前代未聞!芸能生活60周年 西川きよしのスター爆笑大作戦!モーレツ!!パンチDE名人会』と題して、『スター爆笑Q&A』（読売テレビ制作）や『素人名人会』（毎日放送制作）との合同で読売テレビにて復活特番が放送された。

## 主な生徒
- 木村進
- 間寛平
- 海原かける（海原やすよ・ともこの父）・海原めぐる（現・池乃めだか） - 彼らは当時ケーエープロダクション所属であり、吉本所属ではなかった。
- 伴大吾
- 末成由美
- 楠本見江子
- 藤里美
- オール阪神・巨人
- 明石家さんま
- 島田紳助・松本竜介
- 室谷信雄
- 島田一の介
- 高石太
- ハイヒールモモコ
- ほか

## 記憶に残る放送内容
- 1976年9月26日、300回記念[2]。新日本プロレスから、藤波辰巳、小林邦昭、慎太郎刈りの前田明(当時)が出演。その前田がドロップキックを巨人（アゴに入って藤波に怒られていた）、阪神、木村進や（楠本見江子が逃げたため）やすし（わざと軽く）等にかまして、島田一の介にボディスラムをした。

## ネット局
- 毎日放送（制作・幹事局）
- 東北放送 - 腸捻転時代に県内で放送されていたかは不明。
- 山形テレビ - 当時フジテレビ系 → フジテレビ・NETテレビ（テレビ朝日）系 → フジテレビ系
- 福島テレビ - フジテレビ系。TBS系とのクロスネット時代の1980年頃に放送。
- テレビ神奈川 - 1979年頃に放送。
- 富山テレビ - フジテレビ系。土曜 15:00 - 15:55にて放送[3]。
- テレビ静岡 - フジテレビ系。腸捻転時代に放送。
- 名古屋放送（現・名古屋テレビ放送） → 中部日本放送（現・CBCテレビ）
- 山陰中央テレビ - フジテレビ系。腸捻転解消後も山陰放送へ移行せず継続。
- 山陽放送（現・RSKテレビ） 1975年4月5日からネット開始。岡山・香川地区は腸捻転時代放送なし。
- 中国放送 - 1975年4月5日からネット開始。広島地区は腸捻転時代放送なし。
- 山口放送 - 日本テレビ系。腸捻転時代に放送。ネットチェンジ後のテレビ山口での放送有無は不明。
- サガテレビ - フジテレビ系。腸捻転時代から放送。

## 東西激突!!しごき教室
1981年元日の15:30 - 16:45（JST）、当番組の新春特番である『東西激突!!しごき教室』がJNN加盟全25局ネット（当時）で放送された。司会及び西軍メンバーはレギュラー版と同じ横山やすし・西川きよし、木村進、間寛平、オール阪神・巨人、楠本見江子、室谷信雄で、彼らに加え東軍メンバーとしてせんだみつお、角川博、香坂みゆき、ゆーとぴあ（城後光義・帆足新一）、鈴々舎馬風が出演した。なお、MBSとネット関係にある在京キー局（NETテレビ［現・テレビ朝日］／東京12チャンネル［現・テレビ東京］→TBS）で「しごき教室」が放映されたのはこの1例のみである。

## 復活!モーレツ!!しごき教室
2012年7月25日、吉本興業創業100周年記念SPライブとして、当番組のリメイク企画である『復活!モーレツ!!しごき教室』がルミネtheよしもとにて行われた。司会は東野幸治。講師役として元K-1ファイターの武蔵、兄弟ジャグラーの桔梗ブラザーズが登場した。
出演した芸人
- 岩尾望（フットボールアワー）
- カラテカ
- 国崎恵美
- 桜 稲垣早希
- シソンヌ
- ジューシーズ
- フルーツポンチ

## 笑い飯のモーレツ!!しごき教室ネオ
2017年、配信サイト「大阪チャンネル」においてリバイバル番組『笑い飯のモーレツ!!しごき教室ネオ』が6月23日から複数回公開された。MCは笑い飯。出演者は藤崎マーケット、アキナ、守谷日和。

## 備考
札幌すすきのの風俗店にこの番組タイトルの名前を使った店がある。『オールザッツ漫才2007』（MBSテレビ）ですっちー（吉本新喜劇）が風俗漫談ネタにしていた。「加減が必要や」と突っ込んでいた。